# ساولیفکا (شهرستان خایبولینسکی، باشقیرستان)
ساولیفکا (انگلیسی: Savelyevka, Khaybullinsky District, Republic of Bashkortostan) یک شهرک در شهرستان خایبولینسکی استان باشقیرستان کشور روسیه است.